# Massimo Cervellini
Massimo Cervellini (Roma, 20 giugno 1956) è un politico italiano, senatore della Repubblica nella XVII legislatura Italiana per Sinistra Italiana-Sinistra Ecologia e Libertà.

## Biografia
È stato consigliere provinciale a Roma fino al 2008, dove ha guidato come capogruppo, prima il gruppo consiliare del Partito Democratico della Sinistra (PDS) e poi quello dei Democratici di Sinistra (DS).
Nel 2007, al momento dello scioglimento dei DS per lasciare spazio al Partito Democratico (PD), non partecipa alla sua fondazione, aderendo alla scissione di Sinistra Democratica di Fabio Mussi, Cesare Salvi e Claudio Fava, divenendone il coordinatore romano.
Alle elezioni amministrative del 2008 si candida al consiglio comunale di Roma tra le liste de La Sinistra L'Arcobaleno, ma non risulta eletto.
Nel 2010 con Sinistra Democratica partecipa al processo di costituzione del partito Sinistra Ecologia e Libertà (SEL) di Nichi Vendola, diventandone poi responsabile a Roma, membro dell'assemblea nazionale e della presidenza nazionale del partito.

### Elezione a senatore
Alle elezioni politiche del 24-25 febbraio 2013 è stato candidato al Senato della Repubblica nella circoscrizione Lazio, dove Cervellini risulta uno dei sette candidati eletti tra le liste di SEL, e in particolare l'unico non capolista nella propria circoscrizione.
Nella XVII legislatura italiana, oltre ad essere componente e vicepresidente della 8ª Commissione permanente Lavori pubblici, comunicazioni, è stato segretario del gruppo misto al Senato della Repubblica (in quota Sinistra Ecologia e Libertà).
A novembre 2015 dà vita, con tutti gli altri parlamentari di SEL, al gruppo di Sinistra Italiana.
Dopo lo scioglimento di SEL, aderisce a Sinistra Italiana (SI), partito di cui fa parte della Direzione nazionale.

### Fuori dal parlamento
Alle elezioni politiche del 2018 viene ricandidato al Senato nel collegio uninominale di Roma-Fiumicino, sostenuto da Liberi e Uguali, lista elettorale guidata dal presidente del Senato uscente Pietro Grasso e composta da SI, Articolo Uno e Possibile, ma viene sconfitto, giungendo infatti quarto dietro alla candidata del Movimento 5 Stelle Giulia Lupo, all'esponente del centro-destra, in quota Lega, Luisa Regimenti e del centro-sinistra, in quota Partito Democratico, il generale Ugo Marchetti.
Il 23 febbraio 2021 viene eletto, in seguito al secondo congresso di SI, segretario regionale del partito nel Lazio.
Alle Elezioni regionali nel Lazio del 2023 è candidato consigliere nella lista del "Polo progressista di sinistra ed ecologista" (cui Sinistra Italiana aderisce) nella circoscrizione della Città metropolitana di Roma Capitale, senza risultare eletto. Con 1577 preferenze è il primo dei non eletti.